# 擬棘鯛
擬棘鯛為輻鰭魚綱金眼鯛目金眼鯛亞目金眼鯛科的其中一種，分布於西太平洋區，包括澳洲、紐西蘭、新喀里多尼亞等海域，棲息深度10-450公尺，體長可達51公分，棲息在大陸棚，於黃昏時會成群活動，屬肉食性，以魚類、甲殼類及軟體動物為食，可做為食用魚。

## 擴展閱讀
維基物種上的相關：擬棘鯛